# Børnehjælpsdag 1904 og 1905
 For alternative betydninger, se Børnehjælpsdagen (flertydig). (Se også artikler, som begynder med Børnehjælpsdagen)
|  | Denne artikel er oprettet af botten Steenthbot ud fra en ekstern database. Den kan derfor have sproglige fejl eller mangler. Denne skabelon kan fjernes efter kontrol af indholdet. |

Børnehjælpsdag 1904 og 1905 er en dansk dokumentarisk optagelse fra 1905 instrueret af Peter Elfelt.

## Handling
Børnehjælpsdagen 6. maj 1904: Optagelser fra folkelivet og boderne på Amagertorv, hvor Frederiksberg Sporveies hestetrukne sporvogn kører gennem billedet. Børnehjælpsdagen 1905: Studenterne kører gennem gaderne med indsamlingsbøsser, elegante ryttere i optog med indsamlingsbøsser i de københavnske gader.